# John Milton Thayer
Pour les articles homonymes, voir Thayer.
John Milton Thayer, né le 24 janvier 1820 à Bellingham (Massachusetts) et mort le 19 mars 1906 à Lincoln (Nebraska), est un homme politique américain, membre du Parti républicain. Il est le 2e gouverneur du territoire du Wyoming entre 1875 et 1878 et le 6e gouverneur du Nebraska entre 1887 et 1892.